# 妙高院
妙高院（みょうこういん、天正5年（1577年） - 寛永3年6月25日（1626年8月16日））は、安土桃山時代から江戸時代前期にかけての女性。名は久仁姫、あるいは熊姫。妙光院とも記される。

## 生涯
天正5年（1577年）7月、徳川家康の嫡男・松平信康の次女として岡崎城にて誕生する。母は徳姫（織田信長長女）。
天正7年（1579年）、父・信康が切腹し母・五徳姫が娘たちを残して実家へ戻ると、姉・登久姫と共に祖父・家康と側室・西郡局に養育された。天正18年（1590年）もしくは天正19年（1591年）に、家康の命令で徳川家臣・本多忠政（本多忠勝嫡男）の正室となった。忠政とは仲が良く、3男2女（忠刻・政朝・忠義・国姫〈堀忠俊正室→有馬直純正室〉・亀姫〈小笠原忠脩正室→小笠原忠真正室〉）を儲けた。このうち幕末まで妙高院の血流を保ったのは三男・忠義の系統のみである（ただし、女系で忠刻・国姫・亀姫の系統は続いている）。
寛永3年（1626年）6月25日、夫に先立って死去した。享年50。墓所は姫路城下久松寺(その後奈良県大和郡山市 久松寺）。

## 登場作品
- 『徳川家康』 （NHK大河ドラマ 1983年)、演：原亜友子